# Command & Control Ondersteuningscommando
Het Command & Control Ondersteuningscommando (C2OstCo) is een onderdeel van het Operationeel Ondersteuningscommando Land van de Koninklijke Landmacht. Het commando is verantwoordelijk voor het verzorgen van werkende data-, telecommunicatie- en computernetwerken en werd opgericht op 14 februari 2019. Het komt voort uit een bundeling van het 101 Communicatie- en Informatiesystemen Bataljon (101CISbat), de School Verbindingsdienst (SVBDD) en het Kenniscentrum. Personeel van het commando valt onder het Regiment Verbindingstroepen.

## Oprichting
Het C2OstCo is op 14 februari 2019 opgericht op de Generaal-majoor Kootkazerne in Stroe. Met de oprichting van het commando zijn kennis (in de vorm van het Kenniscentrum), opleidingen (in de vorm van de School Verbindingsdienst) en operationele capaciteiten (in de vorm van de drie C2-compagnieën) op het vlak van informatie en communicatie ondergebracht onder één dak.
Het C2OstCo is gespecialiseerd in de aansturing van militaire operaties, en ondersteunt dit met  operationele informatietechnologie, zoals het TITAAN-netwerk, satellietcommunicatie en radiosystemen. Het commando beheert ook ondersteunende systemen voor commandovoering zoals ELIAS en het Battlefield Management  Systeem (BMS).

## Eenheden
Het Command & Control Ondersteuningscommando bestaat uit de volgende eenheden:
- Command & Control Ondersteuningscommando
  - Staf
  - Alpha-compagnie
  - Bravo-compagnie
  - Charlie-compagnie
  - Delta 'CEMA'-compagnie (in oprichting, gespecialiseerd in Cyber & Electromagnetic Activities)

- School Verbindingsdienst
- Kenniscentrum C2OstCo